# Šempas
Šempas este o localitate din comuna Nova Gorica, Slovenia, cu o populație de 1.066 de locuitori.